# Baurioidea
Baurioidea — надродина тероцефалових терапсид. Він включає розвинених тероцефалів, таких як Regisaurus і Bauria. Надродина була названа південноафриканським палеонтологом Робертом Брумом у 1911 році. Bauriamorpha, за D. M. S. Watson і Alfred Romer, 1956 року, є молодшим синонімом Bauriodea.
Багато бауріодів колись були поміщені в групу під назвою Scaloposauria. Скалопозаври характеризувалися малими розмірами та зменшеною заочноямковою планкою (кісткова стійка позаду очниці). Scaloposauria більше не визнається дійсним таксоном, оскільки він, ймовірно, представляє ювенільні форми багатьох груп тероцефалів. Більшість скалопозаврів, включаючи Scaloposaurus і Regisaurus, зараз класифікуються в різних позиціях у Bauroidea.
Багато тероцефалів, яких колись класифікували як скалопозаврів, тепер вважаються базальними бауріоїдами. Класифікація цих видів невизначена, оскільки не було повного філогенетичного аналізу таксонів скалопозаврів. Достовірність багатьох із цих видів є сумнівною, оскільки майбутні дослідження можуть виявити, що деякі з них є синонімами.